# Edith Tar
Edith Tar (* 8. Mai 1944 in Biela, heute Děčín X – Bělá; † 6. Mai 2021) war eine deutsche Fotografin, Herausgeberin und Videokünstlerin.

## Leben und Werk
Die Familie Edith Tars kam als Vertriebene in der Folge des Zweiten Weltkriegs aus dem Sudetenland in die Sowjetische Besatzungszone.
Sie absolvierte bis 1964 die Erweiterte Oberschule und machte das Abitur mit Berufsausbildung als Chemielaborantin. Sie arbeitete in ihrem Beruf und studierte von 1970 bis 1975 bei Heinz Föppel in der Fachrichtung Fotografie der Hochschule für Grafik und Buchkunst Leipzig. Danach arbeitete sie in Leipzig freischaffend als Fotografikerin. Edit Tar war bis 1990 Mitglied des Verbands Bildender Künstler der DDR. In der DDR hatte sie Einzelausstellungen in Berlin, Delitzsch, Geithain, Leipzig und Prerow und war sie 1982/1983 in Dresden auf der IX. Kunstausstellung der DDR und 1985 auf der Bezirkskunstausstellung Leipzig vertreten.
Sie lebte und arbeitete mit dem Lyriker Radjo Monk zusammen.

## Stipendien
- Internationales Künstlerhaus München, 1993, 2004, 2009
- Wurzeln Europas (Griechenland, Israel, Frankreich, Italien) 1994–96
- New York 1998
- Studios International, Denkmalschmiede Höfgen, 1999, 2000, 2003
- Teneriffa 2003

## Studienreisen
- vor 1989: Osteuropa;
- nach 1990: Westeuropa, USA, Israel;
- 1999–2001: Projekt Mare Nostrum, Mallorca
- 2008–09: Projekt Têtê Malkuthach, Teneriffa

## Werke

### Buchpublikationen
- Last minute, Passage, Fotos und Lyrik, zusammen mit Radjo Monk, 2014
- Wir sind das Volk, zusammen mit Radjo Monk: Eine atmosphärische Rekonstruktion zur friedlichen Revolution in der DDR vom September 1989 bis März 1990, Passage-Verlag, Leipzig 2014, ISBN 978-3-95415-030-4
- Die Spur des anderen, zusammen mit Radjo Monk, Frisinga 1991
- Nelly in Weimar, 2004, ISBN 3-937046-01-1
- Lubliner Lift, Umschlagfoto

#### Herausgaben
- Radjo Monk: Bavaria Yoga. Parapoetische Beiträge zur Erforschung der Gegenwart, Lyrik,  Herausgegeben von Edith Tar, 2010 Verlag mueckenschwein, Stralsund
- Radjo Monk: Luxusliner Deutschland, Herausgegeben von Edith Tar, 2010 Verlag mueckenschwein, Stralsund, ISBN 978-3-936311-73-0[4]
- Radjo Monk: Das Fallengesetz, nach dem gleichnamigen Theaterstück, Herausgegeben von Edith Tar, 2009 Verlag mueckenschwein, Stralsund, mit Illustrationen vom Autor, ISBN 978-3-936311-58-7[5]

### Ausstellungen
- ich fisch, Leipzig, Galerie im Unihochhaus, 1988
- Hochzeit mit dem Brot, Köln, Galerie Kaos, 1988
- Ich will bei lebendigem Leibe alles sehen …, Leipzig, Galerie P, 1989
- Ich will bei lebendigem Leibe alles sehen …, Hannover, Galerie Linden, 1989
- Mein Leipzig lob ich mir …, Leipzig, Kino Capitol innerhalb der Int. Dokfilmwoche, 1989
- Imago Die, Saarbrücken, Galerie der VHS, 1989
- Fotodokumente zum Herbst 89, Kloster Walberberg, Veranstaltung des British Council, 1990
- Zeichen & Wunder, Berlin (West), Galerie MultiKultur, 1990
- Die Spur des Anderen, Leipzig, Galerie Pikante, 1991
- Glasgow (UK), Royal Concert Hall: the revolution table, 1991
- Die Spur des Anderen, Hainburg (A), NÖ Donaufestival, 1992
- memento vivere, Leipzig, Tagebaulandschaft, Öko-Performance, 1992
- Kriegsspiel oder die weiße Fahne, München, Aspekte - Galerie Gasteig, 1993
- Ex Voto, Dublin (IR), Guinness Hop Store Gallery, 1993
- Der Revolutionstisch – Eine Soziale Plastik, Leipzig, Galerie im Turm, 1994[6]
- Wurzeln Europas / Griechenland, Leipzig, Galerie im Turm, 1995
- Wurzeln Europas / Israel, Leipzig, Alte Nikolaischule, 1996
- Licht: Bilder, Bonn, Wissenschaftszentrum, 1997
- autre monde, Castres (F), MJC, 1997
- Erwachen in Jerusalem, Feldafing, Kunstverein, 1997
- Der Gral – ein mentaler Trafo, Leipzig, Aula der Alten Nikolaischule, 1997
- Terra Sancta, Dresden, Sächsischer Landtag, 1998
- o.T., St. Colombe (F), 1998
- Wurzeln Europas, Puivert (F), Musée du Quercorb, 1998
- Existenzschmuggler, Innsbruck (A), Fotoforum West, 1998
- Der Revolutionstisch - Eine Soziale Plastik, Leipzig/Hauptbahnhof, 1999
- Tage des Skorpion, Leipzig, Regierungspräsidium, 1999
- Der Gral – ein mentaler Trafo, Grimma, Klosterkirche, 1999
- Ausstellung innerhalb des Internationales DOK-Filmfestival Leipzig, 1999
- Wir sind das Volk, New York (USA), Goetheinstitut, UN-Mission of Germany, Generalkonsulat der BRD, 1999
- Im Licht blättern, Kaditzsch, Studiogalerie, 2000
- Küsse in Arenal, Stuttgart, Galerie Schurr, 2002
- o.T., Leipzig, Galerie Artco, 2002
- sit down, Mannheim, Galerie Artec Nr. 1, 2003
- Cappuccetto Rosso I, Kaditzsch, Studiogalerie, 2003
- Cappuccetto Rosso II, Grimma, Klosterkirche, 2003
- Nelly in Weimar, Saarbrücken, Saarländisches Künstlerhaus, 2004
- Thee Rips, Gstaad (CH), Galerie Wandelbar, 2004
- Mare Nostrum, Berlin, Fotogalerie Friedrichshain, 2004
- friendly fire, Tutzing, Galerie Kunstraum, 2005
- Projekt Blende 89 mit Filmaufführung, Lesung und Podiumsgesprächen, 2007
- Heinrich-Heine-Haus, Paris / Lyceum, Versailles und St.Germain (F), 2007
- Filmaufführungen in Linz (A), Deutsch-Österreichische Gesellschaft, 2008
- Projekt Blende 89, Linz (A), Kulturhauptstadt Europas, Wels, Kremsmünster, 2009
- Wir sind das Volk - Blende 89, Sorge, Landhaus Weichelt, 2009
- Leipzig Spinnereistraße, Kunstraum Halle 14, 2009
- Der Revolutionstisch, Fotoausstellung und Filmaufführung Baden-Baden, Galerie Frank Pages, 2009
- 1. Internationale Demokratiekonferenz Leipzig, Gewandhaus, 2009
- Uraufführung des Videofilmes Der Revolutionstisch – Eine Soziale Plastik, 2009
- Uraufführung Next Stop New York, Bremerhaven, Medienfestival 2009
- Tete Malkutach, Arona, Teneriffa (ES), 2009
- Wir sind das Volk, Klütz, Literaturhaus Uwe Johnson, Film.
- Der Revolutionstisch - Eine Soziale Plastik, Hainichen, Rathaus, Festsaal, Film, 2010
- Der Revolutionstisch - Eine Soziale Plastik, Weimar Kommunales Kino Mon Ami, Film, 2010
- Der Revolutionstisch - Eine Soziale Plastik, Leipzig, Galerie des BBKL, Film, 2010
- Der Revolutionstisch - Eine Soziale Plastik, Berlin, Konrad Adenauer Stiftung, Konferenz des Autorenkreises der Bundesrepublik, 2010
- Seine Rettung geschah aber folgendermaßen …Wemding, KunstMuseum Donau-Ries, 2010
- Raumskulptur Ausflug der Laienspielgruppe in die Pelztierfarm nach Pau, 2011
- Fotoarbeiten, Mannheim, UMM, 2011
- Street-art-Projekt Ich lasse dich nicht du segnest mich denn, 2016
- Videotriptychon Matrix Luther, Stadtmuseum Erfurt, 2017
- Intermediales Ausstellungs- und Zeitzeugenprojekt An den Pontischen Hängen von Lebus, "Runde Ecke" Leipzig, 2019/20